# Медаль «Участнику специальной военной операции»
Медаль «Участнику специальной военной операции» — награда Министерства обороны Российской Федерации. Учреждена приказом министра обороны России от 10 августа 2022 года № 461 «Об учреждении медали Министерства обороны Российской Федерации „Участнику специальной военной операции“» для участников российского вторжения на Украину.

## История
24 февраля 2022 года Россия начала вторжение на Украину. Согласно российскому законодательству, Вооружённые силы Российской Федерации проводят «специальную военную операцию на территориях Украины, Донецкой Народной Республики и Луганской Народной Республики». В документах и заявлениях официальных лиц ООН военный конфликт на Украине характеризуется как война.
Приказом министра обороны России от 10 августа 2022 года № 461 была учреждена медаль «Участнику специальной военной операции».

## Положение о медали
Согласно положению о медали «Участнику специальной военной операции», ею награждаются военнослужащие и лица гражданского персонала Вооруженных Сил Российской Федерации за:
- «разумную инициативу, усердие и отличие по службе»;
- «безупречную и эффективную гражданскую службу»;
- «добросовестное исполнение трудовых обязанностей»;
- «непосредственное выполнение задач в зоне проведения специальной военной операции»;
- «успешное выполнение задач, способствующих достижению целей специальной военной операции».

Медалью также могут награждаться другие граждане Российской Федерации, «оказывающие содействие в решении задач специальной военной операции».

## Описание
Медаль изготавливается из металла серебристого цвета с эмалью, имеет форму круга диаметром 32 миллиметра с выпуклым бортиком с обеих сторон. 
На аверсе медали в центре размещено рельефное стилизованное изображение элементов знака советского ордена Красной Звезды, обрамлённое лавровым венком, перевитым в нижней части накрест расположенными лентами.
На реверсе медали в центре сверху размещено рельефное одноцветное изображение эмблемы Министерства обороны Российской Федерации — увенчанный короной двуглавым орел с распростёртыми крыльями; в правой лапе орла находится меч, в левой — дубовый венок; на груди орла помещён треугольный, вытянутый книзу щит со штоком, восходящим к короне; в поле данного щита изображён всадник, поражающий копьем дракона. Под эмблемой министерства находится рельефная надпись в три строки: «УЧАСТНИКУ СПЕЦИАЛЬНОЙ ВОЕННОЙ ОПЕРАЦИИ»; по кругу — рельефная надпись: в верхней части — «МИНИСТЕРСТВО ОБОРОНЫ», в нижней — «РОССИЙСКОЙ ФЕДЕРАЦИИ».
Медаль при помощи ушка и кольца соединяется с пятиугольной колодкой, обтянутой шелковой муаровой лентой шириной 24 мм. С правого края ленты — оранжевая полоса шириной 10 мм, окаймленная черной полосой шириной 2 мм, левее — красная полоса шириной 12 мм, разделенная посередине серой полосой шириной 4 мм.
Элементы медали символизируют (семантика):
- стилизованное изображение элементов знака ордена Красной Звезды — мужество, достоинство и самоотверженность;
- лавровый венок (символ награды и славы) — верность воинскому и служебному долгу;
- эмблема Министерства обороны Российской Федерации и оранжевая полоса ленты медали, окаймленная черной полосой, — принадлежность медали к системе знаков отличия Министерства обороны Российской Федерации;
- серая и красная полосы ленты медали — цвета знака и ленты ордена Красной Звезды[4].